# Río Salado (vattendrag i Honduras, Atlántida)
Río Salado är ett vattendrag i Honduras.   Det ligger i departementet Atlántida, i den centrala delen av landet, 190 km norr om huvudstaden Tegucigalpa.